# Concurso Público Nacional Unificado
O Concurso Público Nacional Unificado (CPNU), também chamado de Concurso Nacional Unificado (CNU), é uma iniciativa do Ministério da Gestão e Inovação em Serviços Públicos (MGI) do Governo Federal do Brasil para centralizar e agilizar o processo de contratação de novos servidores públicos federais. O objetivo principal é realizar, de forma centralizada, exames de contratação para diversos cargos da administração federal, ampliando a oferta de locais de prova e permitindo o pleito a diferentes cargos em um só concurso. A adesão ao concurso por parte de cada órgão é voluntária. Por suas características, o concurso é ocasionalmente descrito como "Enem dos Concursos", em referência ao Exame Nacional do Ensino Médio.
Planejado para ser realizado a cada dois anos, o concurso teve sua primeira edição em 2024, com provas no dia 18 de agosto. Uma segunda edição do Concurso foi anunciada em 2025, com provas programadas para os dias 5 de outubro e 7 de dezembro.

## Contexto
De acordo com o Painel Estatístico de Pessoal do Governo Federal, o Poder Executivo federal perdeu mais de 73 mil servidores entre 2016 e 2022, regredindo ao número de trabalhadores existente há 15 anos. Essa perda compromete a capacidade de resposta do Estado frente ao aumento da complexidade das demandas da sociedade em áreas trabalho-intensivas de atuação direta e indireta do governo.
O CPNU visa reconstruir a força de trabalho dos órgãos públicos e aumentar a velocidade dos processos de contratação, centralizando em um único certame a seleção para diversas carreiras e entidades. Ao realizá-lo, o governo federal dispensa a necessidade de contratação de diferentes bancas organizadoras para aplicação de concursos variados ao longo do ano, otimizando recursos de aplicação e ampliando o número de cidades em que os exames podem ser aplicados.
A primeira edição do concurso foi anunciada em 2023, com realização em 2024 e expectativa de 3 milhões de inscritos. Segundo Esther Dweck, ministra de Gestão e da Inovação em Serviços Públicos, o ministério planeja realizar o concurso unificado a cada dois anos.

## Objetivos
O CPNU tem como principais objetivos declarados:
- Recompor a força de trabalho que presta serviços à população;
- Centralizar o processo de contratação de servidores públicos federais;
- Agilizar os processos de admissão de novos servidores;
- Ampliar e democratizar o acesso da população às vagas públicas;
- Selecionar perfis diversos, representativos da sociedade brasileira.

Em entrevista ao Correio Braziliense, a ministra Esther afirmou que o concurso era uma das etapas do processo de reforma administrativa do governo Lula.

## Estrutura
Inspirado no modelo do Exame Nacional do Ensino Médio (Enem), a primeira edição do CPNU foi realizada simultaneamente em diversas cidades, garantindo ampla concorrência. Um estudo provisório divulgado em agosto de 2023 previa a realização do exame em 180 cidades. Por fim, o governo confirmou que o exame seria aplicado em 220 cidades.
As provas da primeira edição foram aplicadas em um único dia, divididas em dois turnos de avaliações objetivas e discursivas, com conteúdos comuns sobre ética, administração pública e realidade brasileira, além de questões específicas para cada área.
A execução é a cargo de uma estrutura de governança liderada pelo MGI, com apoio técnico de instituições como Instituto Nacional de Estudos e Pesquisas Educacionais Anísio Teixeira (INEP), Instituto de Pesquisa Econômica Aplicada (IPEA) e Controladoria-Geral da União. A Cesgranrio foi a primeira banca organizadora do CPNU.

### Vagas e blocos temáticos
Na primeira edição, foram oferecidas 6640 vagas em 21 órgãos públicos federais, distribuídas em oito blocos temáticos:
- Infraestrutura, Exatas e Engenharias: 727 vagas
- Tecnologia, Dados e Informação: 597 vagas
- Ambiental, Agrário e Biológicas: 530 vagas
- Trabalho e Saúde do Servidor: 971 vagas
- Educação, Saúde, Desenvolvimento Social e Direitos Humanos: 1016 vagas
- Setores Econômicos e Regulação: 359 vagas
- Gestão Governamental e Administração Pública: 1748 vagas
- Nível Médio: 692 vagas

Os candidatos escolhem um único bloco no ato da inscrição e podem concorrer a diferentes cargos dentro desse bloco.

## Realização
Apenas 24 horas após as aberturas das inscrições, no dia 20 de janeiro de 2024, 217 mil pessoas já haviam se inscrito. Ao final do prazo, em fevereiro, 2,14 milhões tiveram suas inscrições confirmadas, representando candidatos de 99% dos municípios do Brasil. 420 mil inscritos manifestaram interesse nas cotas raciais para negros, 45 mil para pessoas com deficiência e 10 mil para indígenas.
Devido às enchentes no Rio Grande do Sul entre abril e maio de 2024, as provas, que estavam marcadas para 5 de maio, foram adiadas. Em 2 de maio, o governo afirmou que as provas seriam mantidas, mas no dia seguinte o adiamento foi anunciado. A ministra Ester Dweck citou como motivos para o adiamento os locais de provas afetados, a impossibilidade de segurança na realização das provas e o risco de vida das pessoas envolvidas no processo. Ao todo, 80,3 mil candidatos iriam fazer a prova no estado. Segundo a ministra, 65% das provas já haviam sido distribuídas para as cidades e seriam guardadas em locais seguros até a nova data. No final de maio, a nova data do concurso foi anunciada, remarcado para 18 de agosto.
Um dia antes da realização do concurso, quase metade dos candidatos não havia conferido o local de prova. As provas ocorreram em 228 cidades, espalhadas por todas as regiões do Brasil e, segundo o governo, dos 2,1 milhões de inscritos, 970.037 fizeram os exames. A abstenção foi, portanto, de 54%, sendo de 62% no bloco 8, destinado a cargos de nível médio, e entre 48% e 54% nos blocos de nível superior. Cada um dos oito blocos teve uma redação sobre um tema diferente. Os cadernos de prova foram disponibilizados online no mesmo dia, com gabaritos preliminares previstos para divulgação em 20 de agosto.
Durante a realização das provas, os candidatos deveriam marcar o tipo de gabarito que receberam e transcrever uma frase para o cartão resposta, para fins de exame grafológico e também foram proibidos de levar o caderno de questões sob pena de eliminação, ocorrendo alguns casos. Os candidatos poderiam levar uma folha para anotação do gabarito para posterior conferência. Aqueles que contrariaram a norma e não marcaram o tipo de gabarito e/ou não transcreveram a frase também deveriam ser eliminados, conforme previsto no Edital. Após a divulgação dos casos, inicialmente a ministra afirmou que os candidatos não seriam eliminados por descumprir esta norma. No entanto, no dia seguinte ao concurso, por meio de nota, o governo esclareceu que candidatos que não preencheram toda a identificação do cartão de respostas seriam eliminados, conforme prevê o edital. No dia 06 de novembro, entretanto, por decisão do juiz federal Adelmar Aires Pimenta da Silva, titular da Segunda Vara Federal, por meio do processo 1012685-18.2024.4.01.4300 na Justiça Federal do Tocantins, foi determinada a reintegração de candidatos eliminados por deixarem de preencher os dados de identificação requeridos no cartão de respostas das provas, os chamados "sem bolinhas", assim chamados por terem deixado de marcar o tipo de prova que receberam no gabarito.  Isso levou o MGI a ter de corrigir as provas desses candidatos que anteriormente tinham sido eliminados, levando o Ministério a alterar mais uma vez o cronograma, que previa que a nota final seria divulgada em 21 de novembro, decidindo que os resultados finais e o resultado dos pedidos de revisão das notas da avaliação de  títulos serão divulgados apenas em 11 de fevereiro de 2025.

## Segunda edição
A segunda edição do concurso recebeu o apelido de CPNU 2. Em abril de 2025, a ministra Esther Dweck anunciou o cronograma do certame, dessa vez com dois dias de prova: as provas objetivas foram programadas para 5 de outubro e provas discursivas dia 7 de dezembro. Foram anunciadas 3.352 vagas, sendo 2.844 para nível superior e 508 para nível médio, distribuídas em 35 órgãos federais.